# جون كاميرون (كاهن كاثوليكي)
جون كاميرون هو كاهن كاثوليكي كندي، ولد في 16 فبراير 1827 في St. Andrews, Nova Scotia ‏ في كندا، وتوفي في 6 أبريل 1910 في Antigonish, Nova Scotia ‏ في كندا.